# Élections constituantes de 1945 dans le Cher
Les élections constituantes françaises de 1945 se déroulent le 21 octobre.

## Mode de scrutin
Les députés sont élus selon le système de représentation proportionnelle suivant la règle de la plus forte moyenne dans le département, sans panachage ni vote préférentiel.
Il y a 586 sièges à pourvoir.
Dans le département de Cher, quatre députés sont à élire.

## Élus
Les quatre députés élus sont : 
| Identité        | Parti | Parti |
| --------------- | ----- | ----- |
| Henri Lozeray   |       | PCF   |
| Marcel Cherrier |       | PCF   |
| Daniel Boisdon  |       | MRP   |
| Lucien Coffin   |       | SFIO  |

## Résultats

### Résultats à l'échelle du département
| Parti          | Parti                                            | Tête de liste   | Résultats | Résultats | Sièges | Sièges |
| Parti          | Parti                                            | Tête de liste   | Voix      | %         |        |        |
| -------------- | ------------------------------------------------ | --------------- | --------- | --------- | ------ | ------ |
|                | Parti communiste français                        | Henri Lozeray   | 54 850    | 36,87     | 2      |        |
|                | Mouvement républicain populaire                  | Daniel Boisdon  | 39 828    | 26,77     | 1      |        |
|                | Section française de l'Internationale ouvrière   | Lucien Coffin   | 31 870    | 21,42     | 1      |        |
|                | Parti républicain, radical et radical-socialiste | Marcel Plaisant | 17 143    | 11,52     | -      |        |
|                | Parti paysan d'union sociale                     | André Bourret   | 5 080     | 3,42      | -      |        |
|                |                                                  |                 |           |           |        |        |
| Inscrits       | Inscrits                                         | Inscrits        | 188 273   | 100,00    | 4      |        |
| Votants        | Votants                                          | Votants         | 151 291   | 80,36     |        |        |
| Blancs et nuls | Blancs et nuls                                   | Blancs et nuls  | 2 615     | 1,67      |        |        |
| Exprimés       | Exprimés                                         | Exprimés        | 148 771   | 98,33     |        |        |